# Fedorenko (Krasnodar)
Fedorenko (del ruso: Федоренко) es un jútor del raión de Tijoretsk del krai de Krasnodar, en Rusia. Está situado en las llanuras de Kubán-Priazov, en la orilla izquierda del Chelbas, frente al jútor Chelbas, 33 km al sudeste de Tijoretsk y 125 km al nordeste de Krasnodar, la capital del krai. Tenía 45 habitantes en 2010
Pertenece al municipio Jopiórskoye.

## Transporte
Al oeste de la localidad pasa la carretera federal M29 Cáucaso.